# مقتل يوري تشيرفوشكين
يوري تشيرفوشكين (1984_2007) هو ناشط روسي كان يعمل في مجال المعارضة السياسية. قُتل عن عمر يناهز 22 عامًا، وكان موته صدمة كبيرة للأوساط المعارضة في روسيا. فقد وقع اغتياله قبل يومين فقط من مسيرة المعارضين التي كانت مزمعًا إقامتها في ذلك الوقت، مما جعل البعض يربط بين جريمة القتل والمظاهرات المعارضة. وقد أشار العديد من المراقبين إلى أن هناك احتمالًا قويًا بأن تكون الجريمة قد ارتكبت من قبل أفراد مرتبطين بالشرطة الروسية الميليشيا ، مما أدى إلى حالة من الشكوك حول دور السلطات في الحادث. حيث الجريمة أثارت مخاوف واسعة من احتمال استهداف النشطاء المعارضين للنظام في تلك الفترة. اغتيال تشيرفوشكين بقي محل تساؤل طويل الأمد، حيث لم يتم التوصل إلى نتائج قاطعة بشأن هوية القتلة. هذه الحادثة سلطت الضوء على التوترات السياسية في روسيا وزادت القلق المتزايد بشأن قمع المعارضين وانتهاك حقوق الإنسان في البلاد.

## الأنشطة المعارضة
في عام 2006، أسس يوري تشيرفوشكين فرعًا لحزب البلاشفة الوطني في مدينة سيربوكوف. في 2 أكتوبر 2006، كان جزءًا من مجموعة من 50 ناشطًا من البلاشفة الوطنيين الذين تم احتجازهم أثناء محاولتهم المرور بالقرب من الدوما في موسكو. وفي 11 مارس 2007، شارك في عمل مباشر في أحد مراكز الاقتراع في مدينة أودينتسوفو احتجاجًا على التلاعب في الانتخابات. تم اعتقاله خلال هذا العمل ووُضع قيد الاحتجاز لمدة شهر.
في 11 يونيو 2007، تعرض للضرب على يد قوات الميليشيا الروسية واعتُقل لمدة خمسة أيام. علاوة على ذلك، تم احتجازه عدة مرات خلال مسيرات المعارضين، وهي تجمعات كانت تعبر عن الاحتجاج ضد السلطة القائمة في روسيا. هذه الأنشطة المتكررة تُظهر التزامه العميق بالنشاط السياسي المعارض، لكنها أيضًا كانت تعرضه للملاحقة والاعتقال من قبل السلطات الروسية.

## جريمة القتل
في 22 نوفمبر 2007، اتصل يوري تشيرفوشكين بصحفي في ساعات ما قبل الهجوم عليه وأبلغه بأنه كان يتعرض للملاحقة من قبل الميليشيا، التي كانت قد احتجزته وحققت معه في وقت سابق عدة مرات. وبحسب بعض المصادر، أخبر أيضًا خطيبته، آنا بلسكونوسوفا، زعيمة البلاشفة الوطنيين في مدينة تولا، بأنه يعتقد أن ضابطًا في الميليشيا يُدعى أليكسي أوكوبني كان وراء هذه المطاردة. وفي مساء نفس اليوم، تعرض للهجوم بضربه على رأسه بمضرب بيسبول. وأظهرت الفحوصات الطبية أنه تعرض لإصابة دماغية مفتوحة وكسر في قاعدة الجمجمة، مما أدى إلى دخوله في غيبوبة. في 11 ديسمبر 2007، توفي في المستشفى متأثرًا بإصاباته البالغة. حيث قُتل في ظل ظروف غامضة، مما أثار العديد من التساؤلات بشأن من يقف وراء هذا الهجوم، وخاصة في ضوء الشبهات المتعلقة بتورط الميليشيا في الحادث.

## التحقيق
لم يتم العثور على مرتكبي الجريمة حتى اليوم. تم فتح تحقيقين من قبل مكتب المدعي العام المحلي، لكنهما توقّفا في النهاية بسبب نقص الأدلة، مما أدى إلى إنهائهما دون الوصول إلى نتائج حاسمة.

## ردود الفعل
شارك غاري كاسباروف وإدوارد ليمونوف في جنازة يوري تشيرفوشكين تكريمًا له. وفي 19 ديسمبر 2007، نظّم ناشطون بيلاروسيون وقفة احتجاجية أمام السفارة الروسية في ذكرى يوري تشيرفوتشين. وفي 17 يناير 2008، نظمت مجموعات المعارضة الروسية، أوبورونا، وحزب البلاشفة الوطني، والحركة الوطنية الديمقراطية الروسية، والتحالف الكازاخي الشبابي احتجاجًا في موسكو ضد مقتل يوري تشيرفوشكين.

## موقف المعارضة وعائلته
ظل أفراد عائلة تشيرفوشكين وأصدقاؤه ورفاقه السياسيون مقتنعين بأن يوري كان ضحية للميليشيا الروسية. وكان بعض المراقبين يعتقدون أن الهجوم ربما كان مدفوعًا بنشاطه السياسي. وقد اتهموا قسم مكافحة التطرف التابع لمكتب مكافحة الجريمة المنظمة في موسكو، وبالتحديد رئيس هذا القسم، أليكسي أوكوبني، بأنه المسؤول المباشر عن الجريمة. وقالوا إن أوكوبني كان قد احتجزه مرارًا وحقق معه، كما أنه قبل الجريمة بوقت قصير، كان تشيرفوشكين قد أبلغ عن تهديدات بالقتل من أوكوبني.

## الملاحقات القانونية
في 18 أكتوبر 2012، رفع أليكسي أوكوبني دعوى قضائية ضد سيرجي أكسينوف، أحد قادة حزب روسيا الأخرى (الحزب الذي كان يُعرف سابقًا بحزب البلاشفة الوطني)، والنشطاء المدنيين بافيل شختمان، مطالبًا بنفي تصريحاتهم التي اتهمته بالمشاركة في القتل. في 6 ديسمبر 2012، حكمت المحكمة على أكسينوف وشختمان بغرامات مالية (40 و50 ألف روبل على التوالي)، ولكنها لم تطالبهم بنشر تكذيب لهذه الاتهامات. وبعد أيام، نشر بافيل شختمان مقالًا بعنوان "قصة جريمة قتل" اتهم فيه أوكوبني مرة أخرى بالتورط في الجريمة، مستندًا في ذلك إلى مواد عملية المحاكم.